# ウー・ウー・キッド
ウー・ウー・キッド（In The Mood）は1987年のアメリカ映画。
実際に全米を騒がせた駆け落ち事件を元にフィル・アルデン・ロビンソンが映画化したコメディ映画である。

## ストーリー
1944年、当時15歳だったウー・ウー・キッド（Woo Woo Kid）ことソニー（デンプシー）はパーティー会場の女主人ジュディの優しさに惹かれる。ところが彼女は夫からDVを受けていてあざだらけになっていた。それを見たソニーは駆け落ちを決行するが･･･。

## キャスト
- エルスワース・“ソニー”・ワイズカーヴァー（英語版） - パトリック・デンプシー
- ジュディ・クジマノ - タリア・バルサム
- フランシーヌ・グラット - ビヴァリー・ダンジェロ
- ジョージ - ブライアン・マクナマラ
- ワイズカーヴァー氏 - マイケル・コンスタンティン
- ワイズカーヴァー夫人 - ベティ・ジネット
- カルロ・クジマノ - トニー・ロンゴ
- 判事 - ピーター・ホッブス
- ビューラ・マーヴァー - キャスリーン・フリーマン

## スタッフ
- 監督・脚本：フィル・アルデン・ロビンソン
- 製作：ゲイリー・アデルソン、カレン・マック
- 撮影：ジョン・リンドリー
- 音楽：ラルフ・バーンズ